# خرسدر سفلی
خرسدر سفلی، روستایی از توابع بخش مرکزی شهرستان پلدختر در استان لرستان ایران است.

## جمعیت
این روستا در دهستان ملاوی قرار دارد و براساس سرشماری مرکز آمار ایران در سال ۱۳۸۵، جمعیت آن ۶۰۰ نفر (۱۳۴خانوار) بوده‌است.